# Municipio de Atkinson (Nebraska)
El municipio de Atkinson (en inglés: Atkinson Township) es un municipio ubicado en el condado de Holt en el estado estadounidense de Nebraska. En el año 2010 tenía una población de 1687 habitantes y una densidad poblacional de 8,05 personas por km².

## Geografía
El municipio de Atkinson se encuentra ubicado en las coordenadas 42°35′14″N 98°58′52″O / 42.58722, -98.98111. Según la Oficina del Censo de los Estados Unidos, el municipio tiene una superficie total de 209.53 km², de la cual 209.27 km² corresponden a tierra firme y (0.12%) 0.26 km² es agua.

## Demografía
Según el censo de 2010, había 1687 personas residiendo en el municipio de Atkinson. La densidad de población era de 8,05 hab./km². De los 1687 habitantes, el municipio de Atkinson estaba compuesto por el 98.81% blancos, el 0.18% eran afroamericanos, el 0.41% eran amerindios, el 0.12% eran asiáticos, el 0.06% eran isleños del Pacífico, el 0.3% eran de otras razas y el 0.12% pertenecían a dos o más razas. Del total de la población el 0.53% eran hispanos o latinos de cualquier raza.